# Luisa María Alcalde Luján
Luisa María Alcalde Luján, née le 24 août 1987 à Mexico, est une femme politique mexicaine. 
Députée entre 2012 et 2015, elle est secrétaire au Travail et à la Prévision sociale au sein du gouvernement López Obrador, entre décembre 2018 et juin 2023, puis secrétaire à l'Intérieur de juin 2023 à octobre 2024.

## Famille et formation
Elle naît le 24 août 1987 à Mexico. Son père est Arturo Alcalde, avocat et conseiller syndical, chroniqueur régulier de La Jornada. Sa mère est Bertha Luján Uranga (es), ancienne Contrôleuse générale du gouvernement du District Fédéral (es) entre 2000 et 2006 et présidente du conseil national du Mouvement de régénération nationale (MORENA) depuis novembre 2015.
Luisa María Alcalde Luján étudie le droit à l'université nationale autonome du Mexique (UNAM), dont elle est diplômée en 2011. Elle suit une maîtrise en politiques publiques et droit du travail à l'université de Californie à Berkeley. 
Elle travaille comme assistante de recherche à l'Institut de recherches juridiques de l'UNAM entre 2008 et 2009. 

## Parcours politique

### Militante de gauche
Elle commence son activité politique en participant aux manifestations contre la levée de l'immunité du chef de gouvernement de la Ville de Mexico, Andrés Manuel López Obrador, en 2005. Elle participe aussi aux manifestations contre la fraude électorale supposée lors de l'élection présidentielle de 2006,.

### Ralliement à Morena et élue députée en 2012
En 2011, elle adhère au Mouvement de régénération nationale (MORENA), qui était alors une association civile, pour laquelle elle est élue représentante des jeunes et des étudiants. 
Lors des élections législatives de 2012 elle est élue députée fédérale dans la 4e circonscription fédérale (es) (États de México, Guerrero, Morelos, Puebla et Tlaxcala), sous les couleurs du Mouvement citoyen (MC). Elle siège ainsi dans la LXIIe législature du Congrès mexicain, et officie comme secrétaire de la commission du Travail et de la Prévision sociale, jusqu'en 2015.

### Secrétaire au Travail et à la Prévision sociale
À la suite des élections fédérales de 2018, elle est nommée secrétaire au Travail et à la Prévision sociale au sein du gouvernement López Obrador.
Une de ses propositions les plus importantes est la revalorisation du salaire minimum. Dans un texte intitulé El salario mínimo en un entorno de contradicciones, elle relate les difficultés qu'elle a eu quand elle était députée pour approuver une initiative qui dissocierait le salaire minimum des emprunts locatifs, des amendes routières, du budget des partis politiques, des sanctions pénales, fiscales, civiles, etc., afin de pouvoir l'augmenter plus simplement,. 
Son action gouvernementale commence par le lancement d'un programme de réinsertion des jeunes de moins de 30 ans déscolarisés et sans emploi, qui consiste en une capacitation de 12 mois en entreprise avec un tuteur et l'allocation d'une bourse mensuelle de 3 600 pesos.
Son action se poursuit par une augmentation du salaire minimum de 16,21 % au 1er janvier 2019 et la création d'une zone économique salariale correspondant à une bande de 25 km de large à la frontière avec les États-Unis, dans laquelle le salaire minimum est augmenté de 100 %. Cette dernière mesure vise notamment à freiner l'émigration des Mexicains vivant près de la frontière, qui ont subi un appauvrissement depuis les années 1990, vers les États-Unis.